# Єрмолов Олексій Петрович
Олексій Петрович Єрмолов (рос. Алексей Петрович Ермолов; нар. 24 травня (4 червня) 1777, Москва, Російська імперія — пом. 11 (23) квітня 1861, Москва, Російська імперія) — російський полководець та державний діяч, учасник багатьох військових конфліктів, що їх вела Російська імперія у період з 1790-тих по 1820-ті. Генерал від інфантерії (1818) та генерал від артилерії (1837). Учасник та ключова фігура Кавказької війни. Засновник фортеці Грозний, губернатор Тифлісу (нині Тбілісі), в часи правління якого місто було суттєво перебудовано. Двоюрідний брат відомого партизана часів французько-російської війни 1812 року генерала Дениса Давидова.

## Життєпис

### Перші роки
Місце народження Олексія Єрмолова залишається спірним. За деякими даними Єрмолов народився у Москві, у родині дворянина у травні 1772 року. За іншими даними він народився у родовому маєтку у с. Лук'янчикове Орловської губернії 1777 року. Принаймні, інформація у виданні Брокгауза та Ефрона свідчить на користь першої версії., та на могилі Єрмолова вказана дата народження саме 1777.
В 1787 його записали до гвардійського Преображенського полку, став до військової служби 1791. Служив під керівництвом Олександра Суворова. Отримавши призначення на посаду старшого ад'ютанта генерал-прокурора у Петербурзі, займається самоосвітою під керівництвом відомого петербурзького математика Лясковського. Після складання іспитів у 1793 році отримав ранг капітана артилерії з зарахуванням на посаду молодшого викладача Артилерійського інженерного шляхетського корпусу. У 1798 році за участь у Смоленському офіцерському політичному гуртку ув'язнений у Петропавлівській фортеці, згодом висланий до Костроми, 1801 року, за Олександра І Єрмолов отримав помилування.

### Участь у бойових діях
- 1794 рік — штурм Варшави при придушенні польського повстання під керівництвом Тадеуша Костюшка — нагороджено орденом Св. Георгія 4-го ступеня;
- 1796 рік — участь у війні з Персією, облога Дербента, командир батареї — нагороджено орденом Св. Володимира 4-го ступеня;
- 1805 рік — 1807 роки — участь у війнах проти Наполеона, командував кінно-артилерійськими ротами. 1805 року нагороджено орденом Св. Анни 2-го ступеня, 1807 року за битву під Пройсіш-Ейлау нагороджено завдяки рішучим діям у командуванні артилерійськими підрозділами, що забезпечили перелом битви орденом Св. Володимира 3-го ступеня, проявив себе у битві під Гуштадтом, за що нагороджений орденом Св. Георгія 3-го ступеня;
- 1808 рік — отримав звання генерал-майора;
- 1811 рік — командир гвардійської артилерійської бригади;
- 1812 рік — призначений начальником Головного Штабу 1-ї Західної армії Барклая-де-Толлі. Відзначився у боях під Смоленськом, Лубином, за що отримав звання генерал-лейтенанта. Під час Бородінської битви Єрмолов здійснив контратаку на захоплену французами «батарею Раєвського», де його було поранено[6], згодом нагороджено орденом Св. Анни 1-го ступеня. Також відзначився у бою за Малоярославець, під Красним;

У 1813—1814 роках командував артилерією, ар'єргардом, корпусом. Брав участь у багатьох битвах, зокрема під Бауценом та Кульмом, закінчив війну командувачем гренадерського полку в Парижі, за що його було нагороджено орденом Св. Георгія 2-го ступеня. Також за подвиг у битві під Кульмом отримав орден Св. Олександра Невського та від пруського короля хрест Червоного орла 1-го ступеня.

### Кавказький період (1816—1827)
З 1816 року Олексія Єрмолова призначено головнокомандувачем у Грузію та командиром окремого Грузинського (Кавказького) корпусу та надзвичайним послом у Персії. Єрмолов керував Кавказом протягом 11 років. Із самого початку, познайомившись із місцевими традиціями, Єрмолов вигадав байку щодо свого походження — ніби він є нащадком Чингісхана. Інша версія стверджує, що його предки, Єрмолови і Давидови є нащадками хрещених ординців Чингізового кореня, які колись виїхали на Москву і прийняли християнство. Щодо жорстокості він багато в чому «догнав» свого «предка». Кавказькі народи, вірні своїм традиціям та звичаям, не підкорялись російській владі, часто здійснювали напади на торгові каравани та російські пости, винищували церковнослужителів. У багатьох аулах діяли работорговчі ринки, процвітала торгівля живим товаром. Гірські аули для доступу каральних загонів влада переселяла на рівнини, самих жителів силою залучали до будівництва доріг та мостів. Тих, хто чинив спротив, жорстоко карали — за вбивство кількох солдатів мстилися цілому населеному пункту. Розпочалась політика масового терору та економічної блокади непокірних народів. Для того, щоб знизити ефективність партизанської війни, були прорубані широкі просіки між самими аулами та побудовано ряд укріплених об'єктів (фортеці Грозная (1818), Внезапная, Бурная). Саме такими військово-адміністративними методами Єрмолов приборкав заворушення в Імеретії, Гурії та Мінгерелії, приєднано до імперії Карабаське та Ширванське ханства, а також Абхазію. Окрім цього, Єрмолов провів ряд військових операцій у Дагестані, Чечні та на Кубані. Ходили чутки, що Єрмолов симпатизував декабристам, засланим на Кавказ, і після того, як він не поспішив із присягою своїх військ новому царю — Миколі І, його конкуренти в Петербурзі пустили поговір щодо планів Єрмолова відділити Кавказ від Росії. Вторгнення до Грузії перських військ 1826 року посилило підозри нового царя щодо неблагонадійності Єрмолова, і в березні 1827 року його відправили у відставку.

### Останні роки
Формальна пошана до генерала з боку царського двору зберігалась, Микола І 1831 року навіть призначив Єрмолова членом Державного зібрання, однак участі у зборах генерал не брав. 1831 року йому присвоєно звання генерала артилерії. З початком Кримської війни московське дворянство обрало його керівником земського ополчення, однак ця посада була лише знаком почесті до старого генерала.
Помер Єрмолов 11 квітня 1861 року в Москві, за останньою волею його поховано коло батька в Орлі.

## Спадок
Єрмолов зажив лихої слави серед народів Кавказу своєю жорстокістю і нелюдськими методами під час придушення «бунтарів» і «бандитів», тобто антиросійських повстанців часів Кавказької війни. Єрмолов застосовував тактику «око за око, зуб за зуб, кров за кров», не лише щодо самих повстанців, але й також не раз санкціонував знищення мирних поселень, запідозрених у допомозі повстанцям, в тому числі не жаліючи ні старих, ні жінок, ні дітей.
Ось як пише про підсумки діяльності сатрапа Російської імперії Єрмолова сучасний американський експерт з питань Кавказу Чарльз Кінг:
| Єрмолова можна вважати зразковим прикордонним завойовником. Він першим застосував комплексну стратегію підкорення гірської місцевості Кавказу, і його брутальні методи були використані, у тій чи іншій формі, царистами, більшовиками і російськими генералами двадцять першого століття. Єрмолов був найзнаменитішим і, в той же час, найбільш ненависним російським полководцем на кавказькому театрі воєнних дій. Для петербурзького товариства він був галантним старшим офіцером, здатним цитувати латинські вирази. А для місцевих горців він протягом поколінь був страхітливим "Ярмулом", який рівняв з землею поселення і вирізав цілі роди. Завоювавши найвищу довіру одного царя, Олександра I, він був під підозрою в іншого, Миколи I. Він був відповідальним за реалізацію низки стратегій, які в той час отримали схвалення, як засіб цивілізувати темне кавказьке прикордоння, але сьогодні з великою дозою впевненості можна назвати державним тероризмом. Оригінальний текст (англ.) [Ermolov was a quintessential frontier conqueror. He was the first to employ a comprehensive strategy for the subjugation of the Caucasus highlands, and his brutal methods would be used, in one form or another, by tsarists, Bolsheviks, and Russian generals into the twenty-first century. Ermolov was the most celebrated and, at the same time, the most hated of Russian commanders in the Caucasus theater. To St.Petersburg society he was the gallant, Latin-quoting senior officer. For generations of indigenous mountaineers he was the dreaded "Yarmul" who razed villages and slaughtered families. Although he gained the supreme confidence of one Tsar, Alexander I, he was treated with suspicion by another, Nicholas I. He was responsible for implementing a series of policies that were at the time hailed as vehicles for civilizing the benighted Caucasus frontier but today might very well be called state-sponsored terrorism.[8] ] Помилка: {{Lang}}: текст вже має курсивний шрифт (допомога) |